# Прецеле
Прецеле (њем. Prezelle) општина је у њемачкој савезној држави Доња Саксонија. Једно је од 27 општинских средишта округа Лихов-Даненберг. Према процјени из 2010. у општини је живјело 501 становника. Посједује регионалну шифру (AGS) 3354020.

## Географски и демографски подаци
Прецеле се налази у савезној држави Доња Саксонија у округу Лихов-Даненберг. Општина се налази на надморској висини од 26 метара. Површина општине износи 41,7 km². У самом мјесту је, према процјени из 2010. године, живјело 501 становника. Просјечна густина становништва износи 12 становника/km².